# Bekkerzeel

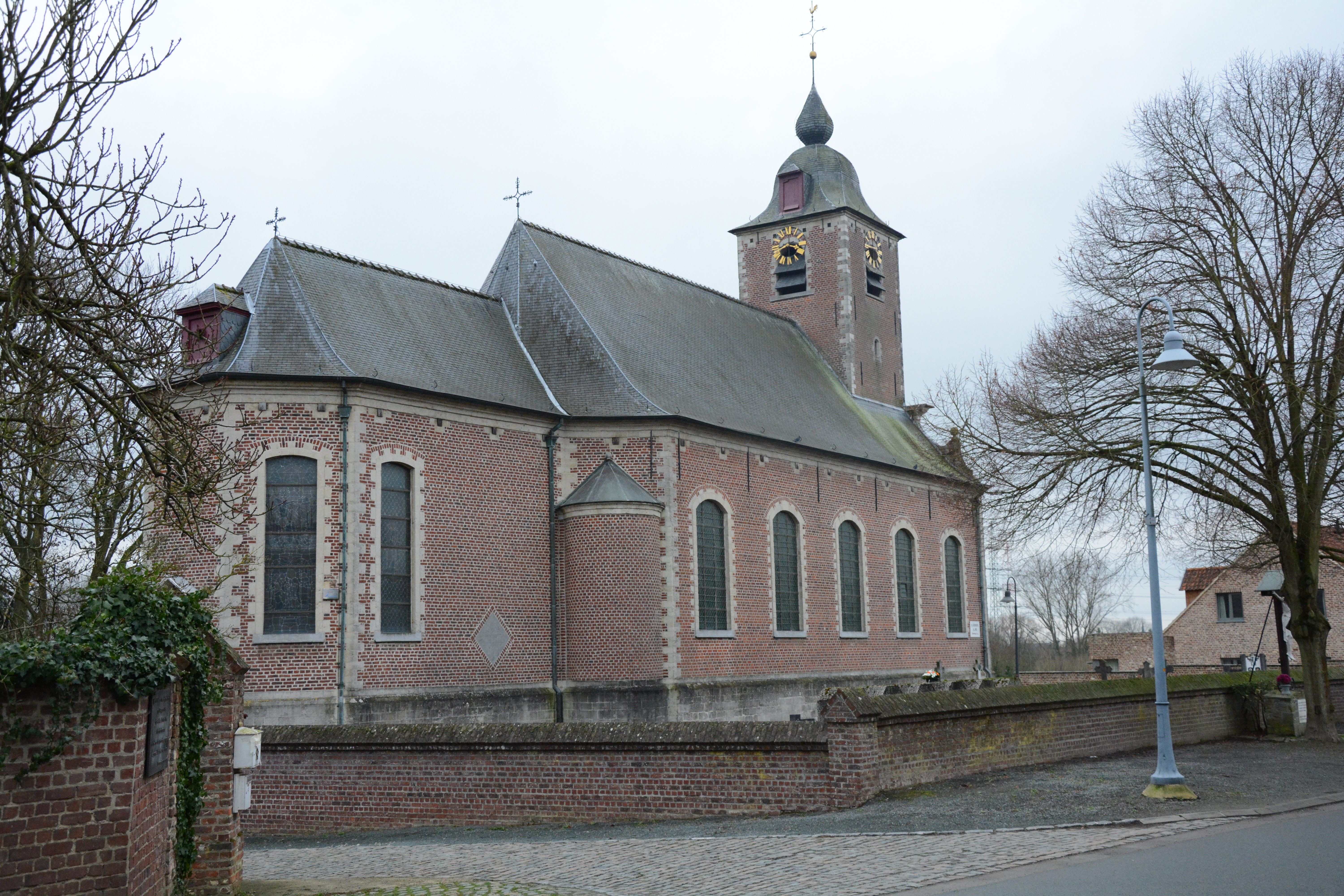
Sint-Godarduskerk in Bekkerzeel

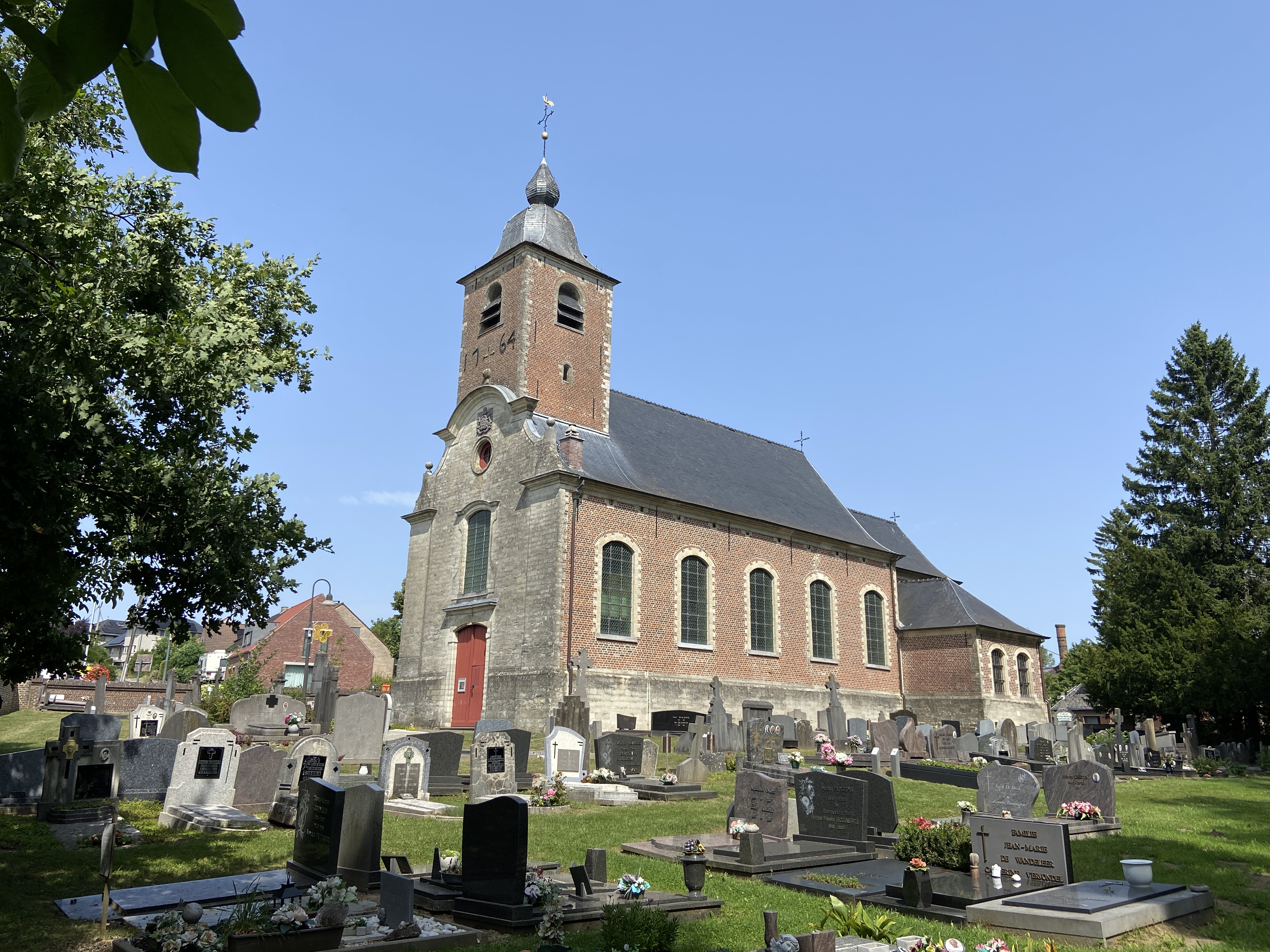
Kerk van Bekkerzeel vanuit de kerkhoftuin.

Bekkerzeel is een deelgemeente van de Vlaams-Brabantse gemeente Asse in het Pajottenland. Bekkerzeel was een zelfstandige gemeente tot aan de gemeentelijke herindeling van 1977.

## Geschiedenis
Bekkerzeel lag in de Karolingische tijd in de Brabantgouw en later, tot het einde van de 18e eeuw in het kwartier Brussel van het Hertogdom Brabant, in het Heilige Roomse Rijk. 
De rechten die de hertog van Brabant had over Bekkerzeel werden in 1559 verpand aan ridder Cornelis Vandereycken, die ze al in 1561 verkocht aan Johannes Casembroot, raadsheer en secretaris van graaf Lamoraal van Egmont.
In de achttiende eeuw behoorde het Hof ter Zittert in de heerlijkheid Bekkerzeel aan Jan Karel Beydaels (Brussel, 1747 - Wenen, na 1792), wapenheraut en wapenkoning, in 1782 benoemd tot eerste wapenkoning der Oostenrijkse Nederlanden en hoofd van de Herautenkamer. Hij was een van de weinige wapenherauten die de reputatie had onomkoopbaar te zijn. In 1792 vluchtte hij naar Wenen.
Op de pastorij van Bekkerzeel, in 1764 door de abdij van Affligem gebouwd, had in 1789 de eerste ontmoeting plaats tussen advocaat Jan Frans Vonck en generaal Jan Andries vander Mersch en werd het bevel van de troepen van de Verenigde Nederlandse Staten aan dezer laatste overgedragen.

## Bezienswaardigheden
De dorpskern van het dorp is erkend als bouwkundig erfgoed en enkele gebouwen maken deel uit hiervan.
- De voormalige Brouwerij Van den Moortel
- De Sint-Godarduskerk
- Het Kasteel van Bekkerzeel
- De voormalige pastorie (1764) met gedenkplaat Brabantse Omwenteling.

## Demografische ontwikkeling

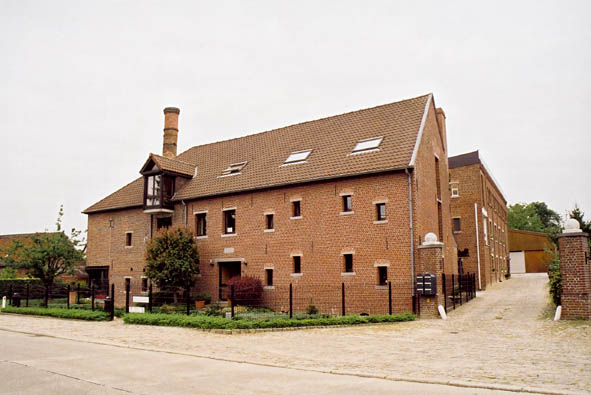
De voormalige brouwerij Van den Moortel

- Bronnen:NIS, Opm:1831 tot en met 1970=volkstellingen

## Nabijgelegen kernen
Walfergem, Kobbegem, Zellik, Sint-Ulriks-Kapelle